# Ralph McQuarrie
Ralph McQuarrie (Gary, 1929. június 13. –‎ Los Angeles, 2012. március 3.) Oscar-díjas amerikai sci-fi grafikus, aki Star Wars és Star Trek munkáiról ismert.

## Ifjúkora
Ralph McQuarrie 1929. június 13-án született egy Gary nevű településen Indiana államban (USA), és egy farmon nőtt fel a montanai Billings közelében. A koreai háború alatt Az Amerikai Egyesült Államok Hadseregében szolgált, és túlélt egy fejlövést. Miután visszatért a háborúból, McQuarrie az 1960-as években Kaliforniába költözött, ahol az ArtCenter College of Design-ban tanult, az akkori Los Angeles belvárosában.

## Karrier
McQuarrie kezdetben egy fogorvosi cégnél dolgozott, ahol fogakat és berendezéseket illusztrált, mielőtt művészként és előzetes tervillusztrátorként dolgozott a Boeing Company-nál, ahol a Boeing 747 építési kézikönyvéhez rajzolt ábrákat. A Jumbo Jet építésén dolgozott, valamint filmes plakátokat tervezett és animációkat készített a CBS News tudósításairól az Apollo-űrprogramhoz a háromfős Reel Three cégnél. 
Ott tartózkodása alatt McQuarrie-t Hal Barwood felkérte, hogy készítsen néhány illusztrációt egy filmes projekthez, amit ő és Matthew Robbins kezdett el.

### Star Wars
A fiatal filmrendezőt, George Lucast lenyűgözte McQuarrie munkája, találkozott vele, hogy megvitassák egy űr-fantasy film terveit, A Csillagok háborúját. Lucas vizuális referenciaanyagot keresett a filmstúdióknak szóló ajánlatához, és megvásárolta John Berkey tudományos-fantasztikus műveit. 1975-ben Lucas megbízta McQuarrie-t, hogy illusztráljon néhány jelenetet a film forgatókönyvéből. McQuarrie-t talán Berkey néhány munkája inspirálta, különösen egy festmény, amely egy rakéta-repülőgépet ábrázolt, amint egy gigantikus mechanikus bolygó felé zuhan az űrben (a képet 1972-ben a Star Science Fiction Stories No.4 című novellaantológia újranyomásának borítójaként használták).
McQuarrie koncepciófestményei nagyban hozzájárultak ahhoz, hogy Lucas elnyerje a 20th Century Fox jóváhagyását; a tervezett filmjének szemléletes illusztrációival felfegyverkezve Lucas képes volt meggyőzni a Fox vezetőit, hogy kockáztassanak és finanszírozzák a Star Wars projektjét. Szkepticizmusuk ellenére a film 1977-es bemutatása hatalmas siker lett. McQuarrie Star Wars portfóliója között voltak olyan koncepciófestmények, amelyek a Tatuin bolygón, a Mos Eisley kantinban, a Halálcsillag-ban és a Yavin holdon játszódó jeleneteket ábrázolták. A forgatás során Lucas gondoskodott arról, hogy számos felvétel pontosan reprodukálja McQuarrie festményeit, annyira nagyra becsülte McQuarrie munkásságát. McQuarrie így nyilatkozott a Star Wars-on végzett munkájáról: „Úgy gondoltam, hogy a legjobb munkát kaptam, amit egy művész valaha is kapott egy filmnél, pedig még soha nem dolgoztam játékfilmen. ... Még mindig kapok rajongói leveleket - az emberek azt kérdezik, hogy dolgoztam-e az Episode I-en, vagy csak egy autogramot akarnak tőlem.”
McQuarrie tervezte a film számos karakterét, köztük Darth Vader, Csubakka, R2-D2 és C-3PO kinézetét és számos koncepciót rajzolt a film díszleteihez. Az ő produkciós festménye volt az első, amely a Tatuin bolygó sivatagában bolyongó R2-D2-t és C-3PO-t ábrázolta. C-3PO korai koncepcióját láthatóan az Art Deco ihlette. Maschinenmensch volt a robot neve (=„gépember”) Fritz Lang 1927-es Metropolis című filmjében. A festmény különösen nagy hatással volt Anthony Daniels színészre, aki épp visszautasítani készült C-3PO szerepét; „Olyan arcot és alakot festett, amelynek nagyon vágyakozó jellege volt, amit nagyon vonzónak találtam,” nyilatkozta Daniels, és McQuarrie képének vonzereje meggyőzte őt, hogy elfogadja a felkínált szerepet.
McQuarrie volt az, aki először javasolta, hogy Darth Vader viseljen légzőkészüléket. Egy interjúban nyilatkozva a Star Wars Insider magazinnak, McQuarrie kijelentette, hogy Lucas művészi iránya az volt, hogy egy rosszindulatú alakot ábrázoljon köpenyben, szamurájpáncélzatban. „Darth Vader esetében George [Lucas] csak annyit mondott, hogy egy nagyon magas, sötét, lobogó alakot szeretne, és az egésznek olyan kísérteties érzése legyen, mintha a szél hozná.” McQuarrie megjegyezte, hogy a forgatókönyv szerint Vader űrhajók között fog utazni, és szüksége van túlélni az űr vákuumában, ezért azt javasolta, hogy Vader valamilyen űrruhát viseljen. Lucas beleegyezett, és McQuarrie egy teljes arcot betöltő légzőmaszkot kombinált egy szamuráj sisakkal, így létrehozva az űrfantasy mozi egyik legikonikusabb dizájnját. Egy 1975-ös gyártási festményen Darth Vader egy fénykard párbajban vesz részt Deak Starkillerrel (a karakter Luke Skywalker prototípusa), Vader fekete páncélt, egy hullámzó köpenyt és egy hosszúkás, koponyaszerű maszkot és sisakot visel. A Vader jelmezének végső tervével való hasonlósága azt mutatja, hogy McQuarrie legkorábbi elképzelése Vaderről annyira sikeres volt, hogy a gyártáshoz csak nagyon keveset kellett változtatni rajta. McQuarrie művei alapján dolgozva John Mollo jelmeztervező egy olyan jelmezt tervezett, amelyet a színész a képernyőn is viselhetett, papi palást, motorosruha, német katonai sisak és gázálarc kombinációjával. A kellékszobrász Brian Muir készítette a filmben használt sisakot és páncélt McQuarrie tervei alapján.

McQuarrie Star Wars tervei
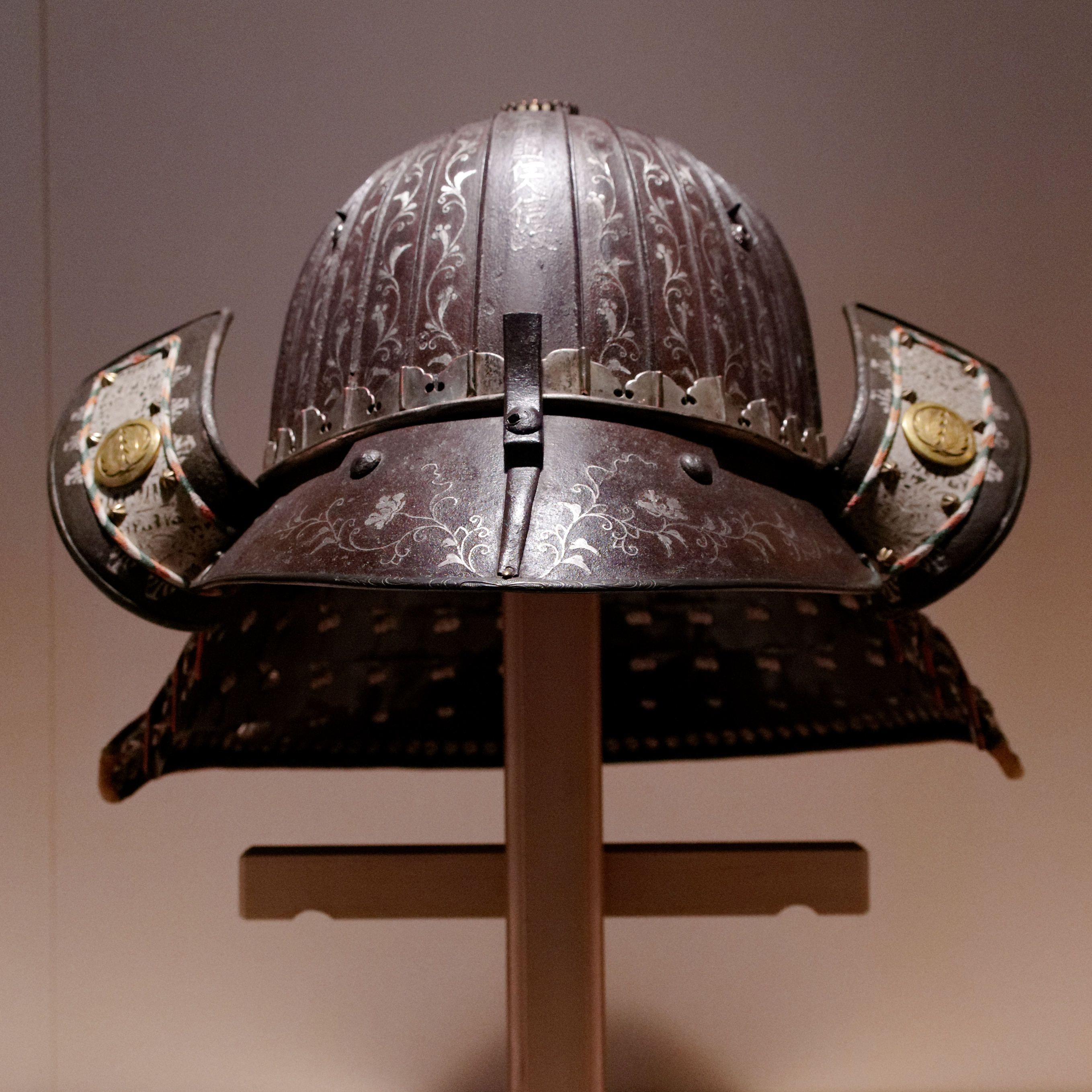
Rajongói cosplay  Vader jelmez
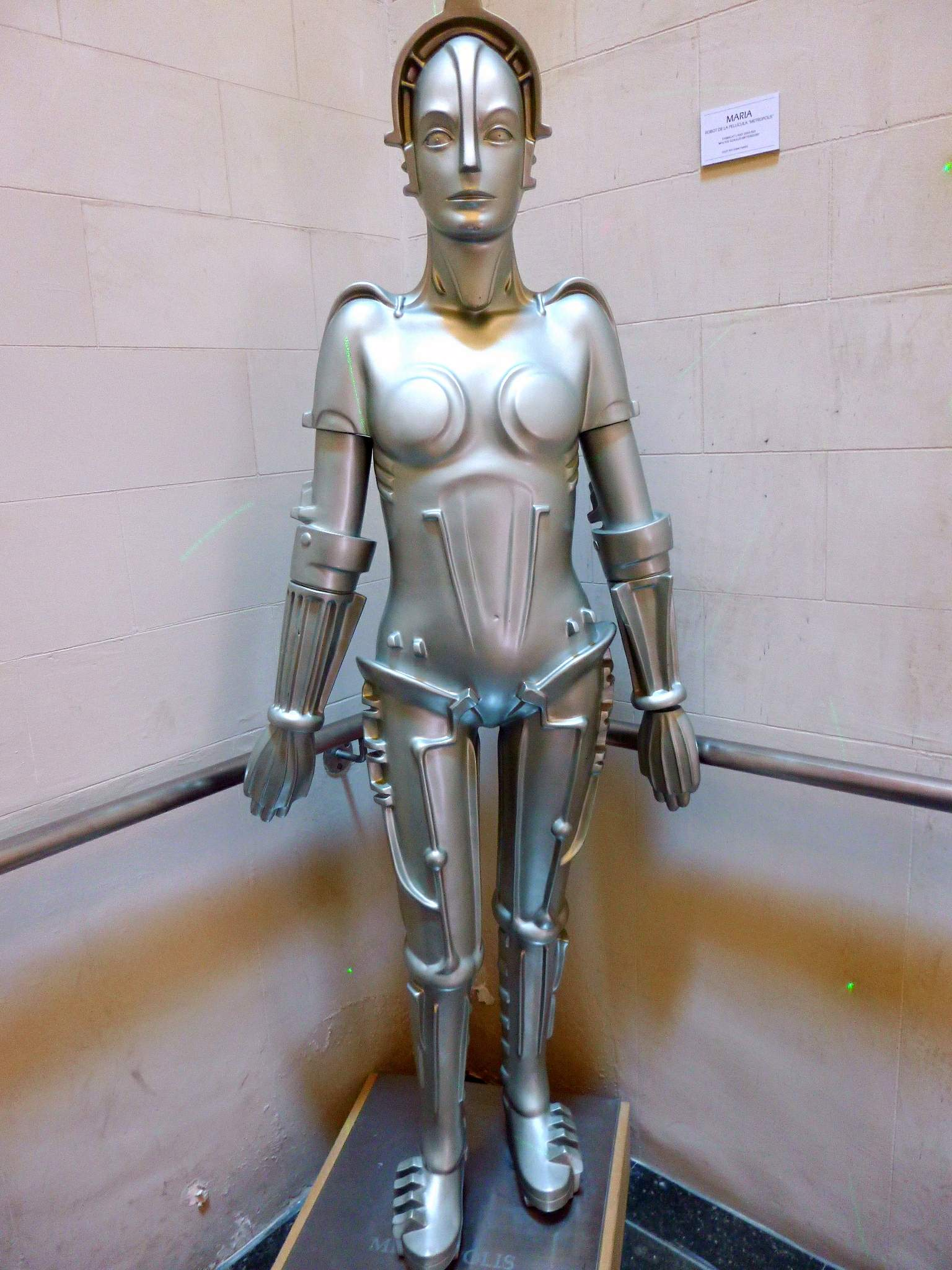
Robot a Metropolis című filmben (1927), ami inspirálta McQuarrie-t

Miközben McQuarrie Lucasnak dolgozott a vizuális munkákon, a Ballantine Books egyik vezetője, Judy-Lynn del Rey megbízta őt a készülő Star Wars regényváltozat borítójának megtervezésével. A Star Wars: Luke Skywalker kalandjaiból első kiadása 1976-ban került nyomdába, a borítón Darth Vader sisakjának McQuarrie által készített változatával. A filmhez hasonlóan a könyv is hatalmas sikert aratott, és McQuarrie hosszú kapcsolatot alakított ki a kiadóval, 1978 és 1987 között további 22 Del Rey könyv számára készített rajzokat.

### Star Trek
Nagyjából abban az időben, amikor McQuarrie befejezte a Star Wars-on végzett munkáját, bevonták a tervezőcsapatba egy tervezett filmes produkcióhoz, amely Gene Roddenberry sci-fi televíziós sorozatán, a Star Trek-en alapult. A Star Trek: A titánok bolygója címet viselő filmben egy újratervezett USS Enterprise csillaghajó szerepelt volna, és McQuarrie-t a látványtervek elkészítésére szerződtették. Az általa tervezett háromszög alakú hajódizájnt a Csillagok háborújában szereplő Csillagrombolók megjelenéséhez hasonlították. A Star Trek: A titánok bolygója nem jutott túl a gyártás előtti fázison, és a projektet 1977-ben törölték. A terv később a 2017-es Star Trek: Discovery című filmben a címadó hajó alapjául szolgált.

### AStar Warsfolytatásai

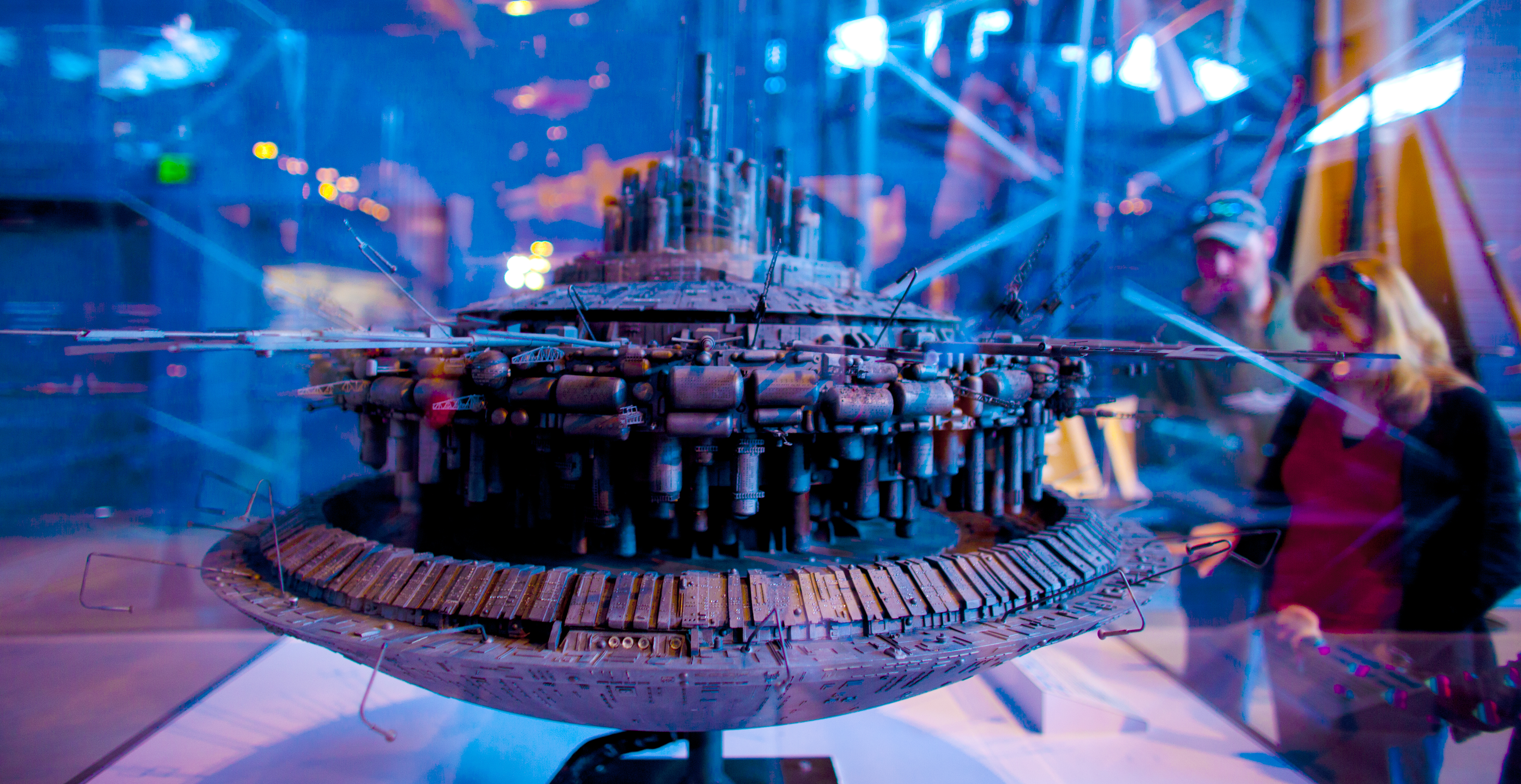
A Harmadik típusú találkozások anyahajójának fából készült modellje, McQuarrie tervei alapján

Amikor Lucas elkezdett dolgozni a Csillagok háborúja folytatásán, A Birodalom visszavág-on, 1980-ban McQuarrie-t ismét bevonták a pre-vizualizáció művészeti munkáinak elkészítésébe. Vázlatai és gyártási festményei megalapozták a saga néhány legmaradandóbb elemének megjelenését, mint például a gigantikus AT-AT lépegetők a Hoth jégbolygón zajló csatában és a varázslatos lény, Yoda kinézetét. McQuarrie terve felhőváros (Bespin), egy lebegő város a felhők között, valójában a Star Wars korai, 1975-ös vázlataiból származik, amikor is az Alderaan bolygó koncepcióját illusztrálta, ahogy azt Lucas 1975-ös forgatókönyv-tervezete, A Starkiller kalandjai a Whills naplójából, Saga I. leírja. McQuarrie-nak volt egy név nélküli cameoszerepe a Birodalom visszavág-ban, amikor a film nyitójelenetében megjelent a Lázadók bázisán a Hothon, mint egy Pharl McQuarrie tábornok nevű karakter. 2007-ben McQuarrie a Kenner Star Wars akciófigura-sorozat részévé vált, amikor a 2007-es Star Wars 30. évfordulóra egy akciófigura készült az ő képmásával, mint „General McQuarrie”. McQuarrie koncepciórajzai alapján is készültek akciófigurák, többek között Birodalmi rohamosztagos, Csubakka, R2-D2 és C-3PO, Darth Vader, Han Solo, Boba Fett, Obi-Wan Kenobi, Yoda és más karakterek koncepcionális változatai.
McQuarrie a harmadik Star Wars filmen, A Jedi visszatér-en (1983) kezdett kreatív fáradtságot tapasztalni. „Az idő előrehaladtával egyre kevésbé volt szórakoztató. A legjobb részt már megcsináltam, és csak újra felelevenítettem mindent. Folyton magammal találkoztam a gondolkodásomban. Egyre nehezebbé vált fenntartani a lelkesedésemet” - mondta McQuarrie. Korábbi sikerei ellenére kevesebb tervezési ötlete került be a film végleges vágásába.

### Más filmes és televíziós munkák
McQuarrie tervezte az idegen űrhajókat Steven Spielberg Harmadik típusú találkozások című filmjeiben (1977) és az E.T. a földönkívüli című filmekben. (1982), míg az 1985-ös Selyemgubó (Cocoon) című film konceptuális művészeként végzett munkájáért megkapta a vizuális effektekért járó Oscar-díjat. Dolgozott az 1978-as Csillagközi romboló (Battlestar Galactica) című 1978-as tévésorozaton, és Az elveszett frigyláda fosztogatói, a Star Trek IV: A hazatérés,  valamint a *batteries not included filmeken.

## Visszavonulás
Rick McCallum felajánlotta McQuarrie-nak a Star Wars előzménytrilógia tervezői szerepét, de ő elutasította az ajánlatot, arra hivatkozva, hogy „elfogyott a lendülete”, helyette az Industrial Light & Magic animátora, Doug Chiang lett kinevezve. McQuarrie visszavonult, és a Star Wars koncepciófestményeit később művészeti kiállításokon mutatták be, többek között az 1999-es Star Wars: The Magic of Myth című kiállításon. McQuarrie több, az eredeti trilógiából fel nem használt tervét felhasználták a Star Wars: A klónok háborúja és a Star Wars: Lázadók' animációs tévésorozatokhoz, beleértve az Orto Plutonia bolygót, amely McQuarrie eredeti Hoth-tervén alapult, valamint Zeb Orrelios és Chopper karaktereit, amelyek McQuarrie eredeti tervein alapulnak Csubakka és R2-D2 számára.

## Magánélet
McQuarrie 1983-ban vette feleségül Joan Benjamint, és egészen 2012. március 3-án, 82 éves korában bekövetkezett haláláig házasok maradtak a kaliforniai Berkeleyben lévő otthonukban. McQuarrie a Parkinson-kór szövődményei miatt halt meg.

## Kritikusi értékelés
Christian Blauvelt az Entertainment Weekly-tól úgy méltatta McQuarrie műveit, mint „a »használtnak kinéző jövő« esztétikájának úttörőjét”, amely más sci-fikkel ellentétben „egy megélt galaxist képzelt el, amely zord, piszkos és a pusztulás előrehaladott állapotában van”. McQuarrie stílusát úgy jellemezte, mint „erősen geometrikus témákat, amelyeket tompa színekkel, lapos, célzottan tömörített háttér előtt ábrázolnak. Egy McQuarrie-féle Star Wars design olyan, mintha Salvador Dalí az Universals 1936-os Flash Gordon sorozatához vázolt volna koncepciókat Sergio Leone vadnyugata segítségével.”
Neil Kendricks a The San Diego Union-Tribune munkatársa kiemelte McQuarrie fontosságát a Star Wars franchise számára, mondván, hogy a művész „egyedülálló pozíciót tölt be, amikor a Star Wars univerzum kinézetének nagy részét meghatározza.”
McQuarrie halála után George Lucas így nyilatkozott: „Az ő zseniális hozzájárulása, páratlan produkciós festmények formájában, az eredeti Star Wars trilógia összes szereplőjét és stábtagját hajtotta és inspirálta. Amikor szavakkal nem tudtam kifejezni az elképzeléseimet, mindig Ralph egyik mesés illusztrációjára mutattam, és azt mondtam: »csináld így«.”

## Szellemi hagyaték
A Lucasfilm jelenlegi kreatív csapata a hetvenes és nyolcvanas évekből származó, eredeti, fel nem használt McQuarrie koncepciórajzok egy részét használja fel az új Star Wars-hoz kapcsolódó anyagok fejlesztésében.

## Filmográfia
- Star Wars (1977) (produkciós illusztrátor)
- Harmadik típusú találkozások (1977) (anyahajó tervezője)
- Battlestar Galactica (1978-as tévésorozat) (1978) (produkciós és koncepcióillusztrátor)
- Star Wars Holiday Special (1978) (illusztrátor)
- A Birodalom visszavág (1980) (tervezési tanácsadó és koncepciórajzoló)
- Az elveszett frigyláda fosztogatói (1981) (ILM illusztrátor)
- E.T. a földönkívüli (1982) (díszlettervező/űrhajótervezés)
- A Jedi visszatér (1983) (konceptuális művész)
- Cocoon (film) (1985) (konceptuális művész)
- Star Trek IV: A hazatérés (1986) (vizuális tanácsadó)
- *batteries not included (1987) (konceptuális művész)
- Nightbreed (film) (1990) (konceptuális művész)
- Back to the Future: The Ride (vidámparki installáció) (1991) (konceptuális művész) (név nélkül)

### Színészként
- A Birodalom visszavág (1980) - McQuarrie  tábornok (név nélkül)

## Bibliográfia
McQuarrie previzualizációs művei, gyártási vázlatai és festményei, valamint matte paintings kiemelten szerepelnek a The Art of Star Wars könyvsorozat első három kötetében.
- The Art of Star Wars, 1st, New York: Ballantine Books (1979. augusztus 16.). ISBN 0345282736
Reprinted 1994 ISBN 9781852865832
- The Art of The Empire Strikes Back, 1st, New York: Ballantine Books (1980. augusztus 16.). ISBN 9780345293350
Reprinted 1994 ISBN 9780345392039
- The Art of Return of the Jedi - Star Wars, 1st, New York: Ballantine Books (1983. augusztus 16.). ISBN 978-0345312549
Reprinted 1995 ISBN 9781852865856
- Star Wars, the art of Ralph McQuarrie. San Francisco, CA: Chronicle Books (1996. augusztus 16.). ISBN 9780811813204
- Star Wars Art: Ralph McQuarrie (angol nyelven). Harry N. Abrams (2016. augusztus 16.). ISBN 9781419717932

## Fordítás
- Ez a szócikk részben vagy egészben  a   Ralph McQuarrie című angol Wikipédia-szócikk fordításán alapul.  Az eredeti cikk szerkesztőit annak laptörténete sorolja fel. Ez a jelzés csupán a megfogalmazás eredetét és a szerzői jogokat jelzi, nem szolgál a cikkben szereplő információk forrásmegjelöléseként.